# Princesse Tajima
La princesse Tajima (但馬皇女, Tajima no himemiko) (? - 17 juillet 708) est la fille de l'empereur Tenmu du Japon. Sa mère est dame Higami (氷上娘) dont le père est Fujiwara no Kamatari qui collabore avec l'empereur Tenji lorsqu'ils assassinent Soga no Iruka lors de l'incident d'Isshi en 645.

## Mariage
Tajima épouse le prince Takechi sur ordre de l'empereur mais n'est pas heureuse avec lui parce qu'il est beaucoup plus âgé qu'elle et ressemble à son père. Elle aime secrètement son demi-frère, le prince Hozumi. Certains des poèmes qu'elle compose pour suggérer l'amour qu'elle lui porte sont rassemblés dans le Man'yōshū. L'un est sur son désir pour lui, tandis qu'un autre mentionne la désapprobation que sa liaison avec lui cause lorsqu'elle est connue. Elle meurt en 708, peut-être par suicide. Sa sépulture se trouve sur la colline d'Ikai à Yonabari près de Hatususe.
Après sa mort en 708, il compose un poème de lamentation sur elle, qui est également recueilli dans le Man'yōshū.

## Source de la traduction
- (en) Cet article est partiellement ou en totalité issu de l’article de Wikipédia en anglais intitulé « Princess Tajima » (voir la liste des auteurs).